# Zenuwstelsel
Het zenuwstelsel is het orgaansysteem dat bij dieren een coördinerende rol speelt bij alle handelingen, zoals het aansturen van de spieren, het verwerken van zintuiglijke prikkels en bij hogere diersoorten de emotionele en cognitieve processen. Het zenuwstelsel wordt bestudeerd door de neurofysiologie en de neurologie.

## Algemeen
Het zenuwstelsel bestaat uit zenuwweefsel van zenuwcellen en gliacellen. De complexiteit van het zenuwstelsel loopt uiteen van zeer eenvoudig voor de laagste diersoorten, tot hoog ontwikkeld voor de hogere diersoorten zoals de mens. Bij gewervelden bestaat het zenuwstelsel uit het centraal zenuwstelsel en het perifeer zenuwstelsel, waarvan het autonoom zenuwstelsel weer een onderdeel is. 

## Ontwikkeling
In het verloop van de evolutie en met de ontwikkeling van hogere diersoorten ontstaan ook hoger ontwikkelde zenuwstelsels, met specialisatie van de afzonderlijke delen. Een algemene evolutionaire trend is cefalisatie: de concentratie van zenuwweefsel en zintuigen aan de kop-of hoofdregio van een dier. Bij primitieve dieren kan nog een enkel neuron (zenuwcel) een speciale functie vervullen, maar bij de complexe zenuwstelsels van hogere diersoorten werken vaak miljarden neuronen samen voor een taak.

### Eencelligen
Eencelligen hebben geen zenuwstelsel, al zijn er in het protoplasma wel fibrillen die zorgen voor geleiding van prikkels.

### Orgaandieren
Het primitiefste zenuwstelsel is het min of meer homogene netvormige zenuwstelsel bij orgaandieren zoals neteldieren.

### Plat- en rondwormen
Bij platwormen en rondwormen (lintworm, planarie, spoelworm) bestaat het zenuwstelsel uit twee strengen, een goed ontwikkelde dorsale streng en een eenvoudiger ventrale. Beide strengen staan aan de voorzijde en soms ook aan de achterzijde met elkaar in verbinding.

### Geleedpotigen
Bij geleedpotigen is er al sprake van verwerkingscentra in de vorm van zenuwknopen (ganglia). Deze zenuwknopen zijn door twee zenuwstrengen als een ladder met elkaar verbonden en vormen zo de ventrale zenuwstreng ofwel buikzenuw, in functie vergelijkbaar met het ruggenmerg bij gewervelde dieren. Bij de meeste geleedpotigen is een van de voorste ganglia bijzonder groot en heeft al enigszins de rol van hersenen, vooral bij de verwerking van zintuiglijke prikkels. De ganglia van de lichaamssegmenten sturen de spieren voor de voortbeweging meestal autonoom aan.

### Inktvissen
Het zenuwstelsel van inktvissen is net als dat van de gewervelde dieren zeer sterk gecentraliseerd. Veel functies van het zenuwstelsel en de spieren worden centraal aangestuurd. Een belangrijk deel van het zenuwstelsel, het centrale zenuwstelsel, is geconcentreerd in hersenen. Het daarbuiten gelegen deel noemt men het perifere zenuwstelsel.

### Gewervelde dieren
Gewervelde dieren hebben het hoogst ontwikkelde zenuwstelsel dat zeer sterk gecentraliseerd is. Het centrale zenuwstelsel, bestaande uit hersenen en ruggenmerg, ligt goed beschermd in een benig omhulsel. Het bestuurt een groot deel van de functies van zenuwstelsel en spieren. Het daarbuiten gelegen deel noemt men het perifere zenuwstelsel. Functioneel onderscheidt men ook het autonome zenuwstelsel dat deel uitmaakt van het perifere stelsel, en het animale zenuwstelsel dat bestaat uit het centrale zenuwstelsel en het somatische deel van het perifere. Het centrale zenuwstelsel bestaat uit de grote hersenen, de kleine hersenen, de hersenstam en het ruggenmerg. Het perifere zenuwstelsel bestaat uit zenuwen. De zenuwen verbinden het centrale zenuwstelsel met alle delen van het lichaam.

## Anatomie
Het zenuwstelsel bestaat uit cellen: zenuwcellen en gliacellen. Elke zenuwcel is opgebouwd uit een cellichaam en uitlopers (axonen en dendrieten). Door deze uitlopers worden pulsen voort geleid. Bij bepaalde zenuwcellen zijn de uitlopers omgeven door een myelineschede of mergschede die geen elektrische stroom geleidt. Tussen twee stukken myelineschede ligt de insnoering van Ranvier die geen myeline bevat. Door deze onderbrekingen in de myelineschede kan de elektrische puls van insnoering naar insnoering springen wat een grote snelheidswinst oplevert.
Er bestaan drie typen zenuwcellen: sensorische zenuwcellen, motorische zenuwcellen en schakelcellen. Sensorische zenuwcellen innerveren, zoals de naam al zegt, de sensorische waarneming van het lichaam. Dus de impulsoverdracht vanuit zintuigcellen in de huid naar het centraal zenuwstelsel. De motorische zenuwcellen innerveren de motoriek: de impulsoverdracht vanaf het denken (de grote hersenen) naar spieren en/of klieren. Alle impulsen in het centraal zenuwstelsel worden voortgebracht door schakelcellen die zich in hun geheel in het centraal zenuwstelsel bevinden. De functie van de gliacellen is ondersteuning en verzorging van de zenuwcellen.